# 上升2号
上升2号是苏联发射的一艘载人宇宙飞船，这艘飞船实现了人类历史上第一次舱外活动。这是上升计划的第2次也是最后一次任务，在这之后上升号任务被联盟号任务所取代。

## 过程
上升2号执行任务以及最后回收的过程可以说是惊险不断。本次任务一共有两名宇航员，负责出舱的是阿列克谢·列昂诺夫。在他完成了大约10分钟的舱外活动准备返回上升2号时，因为航天服膨胀未能立刻成功进入太空舱。在多次尝试、放掉了太空服的部分气体后才安全返回太空舱。由于舱室没有完全密封，供氧系统向船舱内输送了过量的氧气，这种环境很容易发生火灾。
降落过程中因为两名宇航员没能及时返回自己的座位，导致飞船的重心偏离持续了46秒，因此返回舱的着陆地点偏离原定着陆地点386公里，降落在彼尔姆区的森林中。本来可以御寒的降落伞也挂在了树上，返回舱空调系统也出现故障不停的释放冷气。尽管搜救队很快就定位到了他们的地点，但是因为森林的树太密，直升机无法降落，只能派了一支地面搜救队接应他们，最终他们依靠搜救队带来的滑雪板赶到了几公里外的直升机接应点，并返回拜科努尔发射场報到。在搜救途中，有一位苏联无线电爱好者发现了上升二号的求救信号，当时苏联法律规定私自使用无线电设备属于重罪，但这位HAM还是向当局报告了这一情况，一定程度上帮助了搜救。

## 乘组
| 岗位   | 宇航员                       | 宇航员                       |
| ------ | ---------------------------- | ---------------------------- |
| 指挥员 | 帕维尔·别利亚耶夫 第一次飞行 | 帕维尔·别利亚耶夫 第一次飞行 |
| 飞行员 | 阿列克谢·列昂诺夫 第一次飞行 | 阿列克谢·列昂诺夫 第一次飞行 |